# 프리드리히 고가르텐
프리드리히 고가르텐(Friedrich Gogarten, 1887년 1월 13일 ~ 1967년 10월 16일)은 20세기 초 독일의 신정통주의를 공동으로 확립한 루터교 신학자이다.
독일의 대표적 신학자이다. 도르트문트에서 태어나 신학을 배우고 목사로 봉직한 후 1927년에 예나 대학교, 1935년 이후에는 괴팅겐 대학교에서 조직신학을 가르쳤다. 트뢸치의 역사주의 비판에서 출발하여 바르트의 변증법적 신학운동에 가담했으며, 그 정신에 의거하여 문화나 역사에 대한 새로운 해석을 제창했다. 그는 독일 관념론의 철학, 특히 피히테 철학의 비판과 루터 연구를 토대로 하여 날카로운 신학적 사색을 전개하고, 후에 신학을 인간학 위에 세우게 되어 바르트와 헤어졌다. 진실로 역사적인 일은 자아(自我)가 구체적으로 '그대(汝)'의 무조건적인 여러 요구를 받아들일 때, 즉 신앙에 순종함으로써만 생긴다고 했다.
인간은 하나님과 세계의 사이에 서 있으며, 역사적인 상황 아래 조직적인 힘을 갖는 세계 속에서 복음에 의해 신을 신으로 받듦으로써 세계의 여러 율법으로부터 해방되고 자유로워진다. 그는 세속적인 문화 속에서 복음에서부터 문화에로의 관계를 논하였다. 저서로는 <나는 삼위일체의 신을 믿는다>·<하나님과 세계 사이에 있는 인간> 등이 있다.

## 참고 문헌
- Bautz, Friedrich Wilhelm (1990). 〈Friedrich Gogarten〉.   Bautz, Friedrich Wilhelm. 《Biographisch-Bibliographisches Kirchenlexikon》 2. Hamm, Germany: Bautz. cols. 263–264. ISBN 978-3-88309-032-0.
- Goering, Timothy (2017). 《Friedrich Gogarten (1887-1967). Religionsrebell im Jahrhundert der Weltkriege (Studien zur Ideengeschichte der Neuzeit, Bd. 51)》. Berlin/Boston: de Gruyter.